# Verdes
Verdes ist eine Ortschaft und eine ehemalige französische Gemeinde mit 429 Einwohnern (Stand: 1. Januar 2022) im Département Loir-et-Cher in der Region Centre-Val de Loire. Sie gehörte zum Arrondissement Blois und zum Kanton La Beauce. 
Verdes wurde mit Wirkung vom 1. Januar 2016 mit den früheren Gemeinden La Colombe, Membrolles, Ouzouer-le-Marché, Prénouvellon, Semerville und Tripleville zur Commune nouvelle Beauce la Romaine zusammengeschlossen und übt in der neuen Gemeinde den Status einer Commune déléguée aus.

## Lage
Verdes liegt etwa 50 Kilometer westnordwestlich von Orléans am Aigre. 

## Demografische Entwicklung
| 1962                       | 1968 | 1975 | 1982 | 1990 | 1999 | 2006 | 2017 |
| 632                        | 529  | 488  | 384  | 434  | 388  | 479  | 441  |
| Quellen: Cassini und INSEE |      |      |      |      |      |      |      |

## Sehenswürdigkeiten
- Reste einer Römerstraße, seit 1978 Monument historique
- Kirche Saint-Lubin aus dem 19. Jahrhundert
- Schloss Lierville, seit 1993 Monument historique

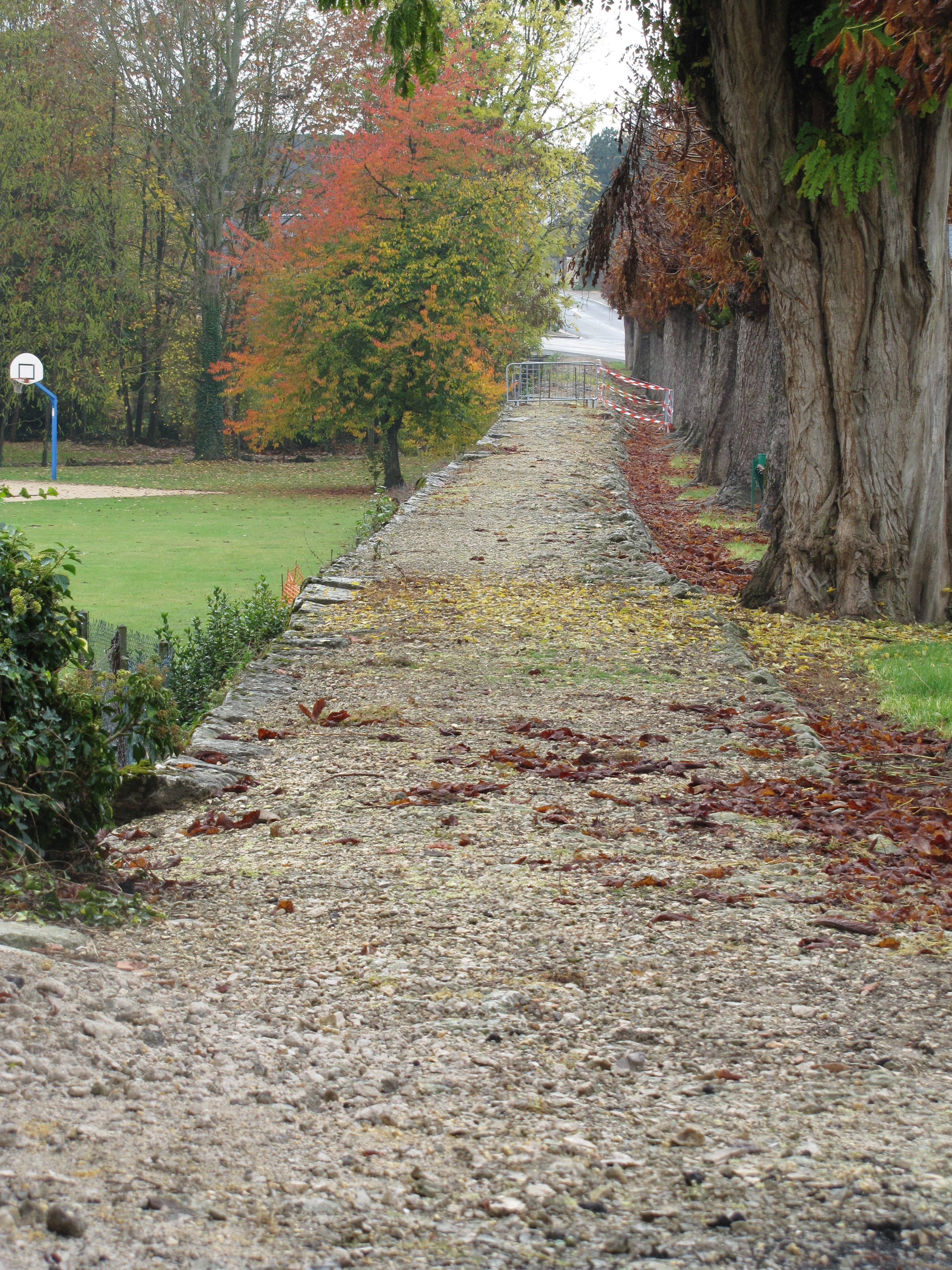
Reste der Römerstraße
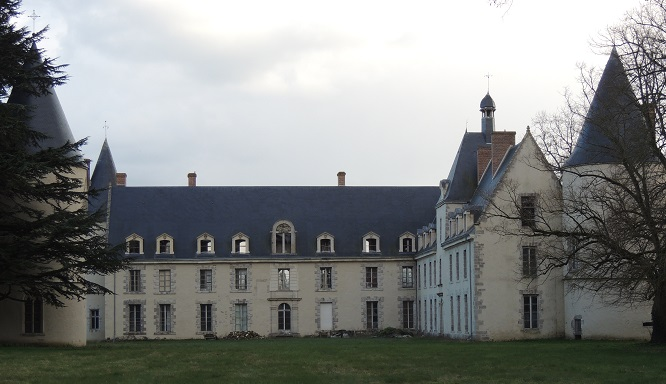
Schloss Lierville